# Allied Irish Banks
Allied Irish Banks, p.l.c. (AIB) er en irsk bank. Den tilbyder privat-, erhvervs- og erhvervsbanksservice. Der tilbydes også forsikringsprodukter og pension gennem et samarbejde med Irish Life Assurance plc. Allied Irish Banks Limited blev etableret i 1966, som et nyt selskab der overtog tre irske banker: Provincial Bank of Ireland, Royal Bank of Ireland og Munster & Leinster Bank. 